# Fabio Augusto Vitta
Fabio Augusto Vitta es un botánico brasileño. Está especializado en la biología y tiene el título de Master of Science.
Está actualmente vinculado al Departamento de Botánica de la Universidad Estadual de Campinas (UNICAMP) en el estado de São Paulo en Brasil. Se especializa en la familia Cyperaceae y la familia Passifloraceae . Se dedica a la investigación sobre Lagenocarpus, Everardia, Trilepis (Cyperaceae) y Passiflora (Passifloraceae).
Vitta como botánico ha publicado en revistas como Brittonia y Novon. En Novon realizó la primera publicación sobre Passiflora loefgrenii.
- La abreviatura «Vitta» se emplea para indicar a Fabio Augusto Vitta como autoridad en la descripción y clasificación científica de los vegetales.[1]

## Enlaces extarnos
- Esta obra contiene una traducción  derivada de «Fabio Augusto Vitta» de Wikipedia en neerlandés, publicada por sus editores bajo la Licencia de documentación libre de GNU y la Licencia Creative Commons Atribución-CompartirIgual 4.0 Internacional.
- Pagina over Fabio Augusto Vitta op de website van Harvard University Herbaria (enlace roto disponible en Internet Archive; véase el historial, la primera versión y la última).